# De Vier van Noord-Holland 2 2024
De schaatsmarathon De Vier van Noord-Holland 1 2024 was de tiende wedstrijd van het marathonseizoen 2024/2025 en de tweede van de vier wedstrijden van de De Vier van Noord-Holland 2024 die op vrijdag 13 december 2024 plaatsvond op ijsbaan   De Westfries in Hoorn. Het is de allereerste keer dat de De Vier van Noord-Holland is gehouden.
Nederlands kampioen Luc ter Haar had de tweede wedstrijd in gewonnen. In de massasprint was Ter Haar klassementsleider Bart Hoolwerf en Harm Visser te snel af. Hoolwerf bleef wel in het bezit in het vissenpak als leider in het tussenklassement en nam bovendien het lotenpak van de tussensprints over van ploeggenoot Casper de Gier. Het publiek op De Westfries kreeg een levende koers voorgeschoteld waarin echter geen kopgroep weg kon komen. Nadat een late solo-aanval van belofte Nino van Dijk ook was ingerekend eindigde het net als gisteren in een massasprint.
Marijke Groenewoud heeft ook de tweede wedstrijd in de vierdaagse gewonnen. De vissenpakdraagster, die gisteren in Alkmaar ook al de openingswedstrijd won, rekende in de massasprint af met ploeggenote Bente Kerkhoff en Gioya Lancee. Voor Lancee, die gisteren opende met een vierde plaats, was het haar eerste podiumplaats op het hoogste niveau. De wedstrijd op De Westfries kende wat meer kleur dan die van gisteren met onder andere een lange solo-aanval van Femke Mossinkoff. Esther Kiel behield het tussensprintpak.

## Tijdschema
| Datum                    | Tijd (CET) | Onderdeel           |
| ------------------------ | ---------- | ------------------- |
| Vrijdag 13 december 2024 | 19:00      | Top-divisie vrouwen |
| Vrijdag 13 december 2024 | 20:05      | Top-divisie mannen  |

## Podia
| Klasse              | Eerste             | Tweede         | Derde        |
| ------------------- | ------------------ | -------------- | ------------ |
| Top-divisie mannen  | Luc ter Haar       | Bart Hoolwerf  | Harm Visser  |
| Top-divisie vrouwen | Marijke Groenewoud | Bente Kerkhoff | Gioya Lancee |

## Uitslag Top-divisie mannen[2]
| #      | Schaatser           | Nationaliteit    | Ploeg                             | Ronde | Punten |
| ------ | ------------------- | ---------------- | --------------------------------- | ----- | ------ |
| Goud   | Luc ter Haar        | Nederland        | Bouwselect / De Haan Westerhoff   | 100   | 25,1   |
| Zilver | Bart Hoolwerf       | Nederland        | Team Reggeborgh                   | 100   | 21     |
| Brons  | Harm Visser         | Nederland        | Team Essent                       | 100   | 18     |
| 4      | Daan Gelling        | Nederland        | Royal A-ware                      | 100   | 17     |
| 5      | Wisse Slendebroek   | Nederland        | Royal A-ware                      | 100   | 16     |
| 6      | Jeroen Janissen     | Nederland        | OKAY/Interfarms                   | 100   | 15     |
| 7      | Christian Haasjes   | Nederland        | Bouwselect / De Haan Westerhoff   | 100   | 14     |
| 8      | Ronald Haasjes      | Nederland        | Bouwselect / De Haan Westerhoff   | 100   | 13     |
| 9      | Robert Post         | Nederland        | Team Essent                       | 100   | 12     |
| 10     | Ruben Ligtenberg    | Nederland        | Sprog                             | 100   | 11     |
| 11     | Jorian ten Cate     | Nederland        | OKAY/Interfarms                   | 100   | 10     |
| 12     | Sjoerd den Hertog   | Nederland        | Royal A-ware                      | 100   | 9      |
| 13     | Daan Berkhout       | Nederland        | Team Reggeborgh                   | 100   | 8      |
| 14     | Bart Swings         | België           | OKAY/Interfarms                   | 100   | 7      |
| 15     | Miguel Bravo        | Portugal         | A6.nl / KMC                       | 100   | 6      |
| 16     | Jordy Harink        | Nederland        | Royal A-ware                      | 100   | 5      |
| 17     | Ethan Cepuran       | Verenigde Staten |                                   | 100   | 4      |
| 18     | Christiaan Hoekstra | Nederland        | Hamco / Motorama                  | 100   | 3      |
| 19     | Axel Koopman        | Nederland        | VGR Sport / Galesloot constructie | 100   | 2      |
| 20     | Evert Hoolwerf      | Nederland        | Team Reggeborgh                   | 100   | 1      |

100 ronden
0:51:11uur (gem. 30,7sec) 46,9km/h

## Uitslag Top-divisie vrouwen[3]
| #      | Schaatser            | Nationaliteit | Ploeg                               | Ronde | Punten |
| ------ | -------------------- | ------------- | ----------------------------------- | ----- | ------ |
| Goud   | Marijke Groenewoud   | Nederland     | Team Albert Heijn Zaanlander        | 70    | 25,1   |
| Zilver | Bente Kerkhoff       | Nederland     | Team Albert Heijn Zaanlander        | 70    | 21     |
| Brons  | Gioya Lancee         | Nederland     | Puur ICT-BTZ                        | 70    | 18     |
| 4      | Esther Kiel          | Nederland     | Puur ICT-BTZ                        | 70    | 17     |
| 5      | Sofia Schilder       | Nederland     | Wokke Vastgoed                      | 70    | 16     |
| 6      | Tessa Snoek          | Nederland     | VGR Sport / Vreugdenhil Dairy Foods | 70    | 15     |
| 7      | Elsemieke van Maaren | Nederland     | OKAY/Interfarms                     | 70    | 14     |
| 8      | Maaike Verweij       | Nederland     | Team Albert Heijn Zaanlander        | 70    | 13     |
| 9      | Veerle van Koppen    | Nederland     | Puur ICT-BTZ                        | 70    | 12     |
| 10     | Evelien Vijn         | Nederland     | Puur ICT-BTZ                        | 70    | 11     |
| 11     | Jet Fransen          | Nederland     | Wokke Vastgoed                      | 70    | 10     |
| 12     | Janne Berkhout       | Nederland     | Turner                              | 70    | 9      |
| 13     | Tjilde Bennis        | Nederland     | Turner                              | 70    | 8      |
| 14     | Nienke Smit          | Nederland     | OCRE                                | 70    | 7      |
| 15     | Lianne van Loon      | Nederland     | OKAY/Interfarms                     | 70    | 6      |
| 16     | Hilde Noppert        | Nederland     | Bouwbedrijf De Vries                | 70    | 5      |
| 17     | Merel Conijn         | Nederland     | Team Albert Heijn Zaanlander        | 70    | 4      |
| 18     | Iza Stekelenburg     | Nederland     | OCRE                                | 70    | 3      |
| 19     | Eline Cox            | Nederland     | OCRE                                | 70    | 2      |
| 20     | Anna Marit Sybrandi  | Nederland     | Boltric                             | 70    | 1      |

70 ronden
0:39:10uur (gem. 33,6sec) 42,9km/h

### Snelste wedstrijdgemiddelde
| Klasse              | Snelste gemiddelde       | Tijd     | Ronden | Schaatsster        | Nationaliteit | Ploeg                           |
| ------------------- | ------------------------ | -------- | ------ | ------------------ | ------------- | ------------------------------- |
| Top-divisie Mannen  | 46,9 km/h (gem. 30,7sec) | 00:39:10 | 100    | Luc ter Haar       | Nederland     | Bouwselect / De Haan Westerhoff |
| Top-divisie Vrouwen | 42,9 km/h (gem. 33.6sec) | 00:51:11 | 70     | Marijke Groenewoud | Nederland     | Team Albert Heijn Zaanlander    |

Marathon Cup 1 · 
Marathon Cup 2 · 
Marathon Cup 3 ·
Marathon Cup 4 · 
Marathon Cup 5 · 
Marathon Cup 6 · 
Marathon Cup 7 · 
Marathon Cup 8 · 
De Vier van Noord-Holland 1 · 
De Vier van Noord-Holland 2 · 
De Vier van Noord-Holland 3 · 
De Vier van Noord-Holland 4 · 
Marathon Cup 9 · 
NK kunstijs · 
Marathon Cup 10 · 
Marathon Cup 11 · 
Marathon Cup 12 · 
Marathon Cup 13 · 
Grand Prix 1 · 
Open NK natuurijs · 
Grand Prix 2 · 
Grand Prix 3 · Marathon Cup 14 · 
Marathon Cup 15 · 
Grand Prix 4 · 
Grand Prix 5 · 
Grand Prix 6 ·  
Marathon Cup 16  · 
Klassementen: KNSB Cup ·
Jongeren · 
Ploegen ·
Grand Prix ·
Club-assistent Brabantcup ·
De Vier van Noord-Holland
Lijst van schaatsmarathonrijders 2024/2025